# Șiștarovăț, Arad
Șiștarovăț (română Dâmbu-Timișan, în maghiară: Sistaróc, în germană: Schischtarowetz) este satul de reședință al comunei cu același nume din județul Arad, Banat, România.

## Așezare
Localitatea Șiștarovăț este amplasată în Dealurile Lipovei, la o distanță de 42 km față de municipiul Arad.

## Populația
Populația comunei număra la ultimul recensământ 288 de locuitori.

## Istoric
Prima atestare documentară a localităților Șiștarovăț datează din anul 1440.

## Economia
Economia este predominant agrară, majoritatea populației din zonă fiind ocupată cu pomicultura, viticultura, creșterea animalelor și cu prelucrarea lemnului.

## Turism
Deși nu deține elemente spectaculoase din punct de vedere turistic, peisajele desprise din Dealurile Lipovei spre zona de culoar a Râului Mureș, tradițiile și ospitalitatea locuitorilor din această zonă compensează din plin acest neajuns.

## Personalități
- Sever Bocu, fruntaș al mișcării naționale din Banat, membru marcant al Partidului Național Țărănesc, deputat. S-a născut la Șiștarovăț la data de 19 noiembrie 1874.
- Ioan Suciu (1862-1939) avocat, militant de seamă al mișcării de eliberare națională a românilor din Transilvania și unul dintre organizatorii Marii Adunări Naționale de la Alba Iulia.